# Nadine Fähndrich
Nadine Fähndrich, född 16 oktober 1995, är en schweizisk längdskidåkare som tävlar i världscupen. Hon deltog vid olympiska vinterspelen 2018. På VM i Oberstdorf 2021 tog hon silver i sprintstafett tillsammans med Laurien van der Graaff.

## Biografi
Fähndrich gjorde världscupdebut på sprinten i Davos den 13 december 2015 där hon slutade på 22:a plats. Den 17 februari 2019 kom hon tvåa på 10 km i klassisk stil med individuell start i Cogne och tog därmed sin första pallplats i världscupen. Den 19 december 2020 tog hon sin första och hittills enda individuella världscupseger när hon vann sprinten i Dresden. Dagen efter vann hon tillsammans med Laurien van der Graaff sprintstafetten, och därmed sin andra världscupseger. Säsongen 2016/2017 var hon den tredje bästa U23-åkaren i världscupen efter Anamarija Lampič och Julija Stupak.
Fähndrich deltog vid OS 2018 i Pyeongchang där hon som bäst uppnådde en fjärdeplats i sprinstafetten tillsammans med van der Graaff, bakom USA, Sverige och Norge. Hon deltog dessutom vid världsmästerskapen i Lahtis 2017 och i Seefeld 2019. Hennes bästa VM-resultat är en femteplats på 10 km i klassisk stil från 2019. Fähndrich har tre individuella U23-VM-medaljer, varav två silver i sprint.

## Resultat

### Världscupen

#### Individuella pallplatser
Fähndrich har åtta individuella pallplatser i världscupen: fyra segrar, tre andraplatser och en tredjeplats.
| Säsong  | Datum            | Plats       | Disciplin                   | Placering |
| ------- | ---------------- | ----------- | --------------------------- | --------- |
| 2018/19 | 17 februari 2019 | Cogne       | 10 km individuell start (K) | 2:a       |
| 2019/20 | 22 februari 2020 | Trondheim   | Sprint (K)                  | 3:a       |
| 2019/20 | 4 mars 2020      | Konnerud    | Sprint (F)                  | 2:a       |
| 2020/21 | 19 december 2020 | Dresden     | Sprint (F)                  | 1:a       |
| 2021/22 | 11 december 2021 | Davos       | Sprint (F)                  | 2:a       |
| 2022/23 | 9 december 2022  | Beitostølen | Sprint (K)                  | 1:a       |
| 2022/23 | 17 december 2022 | Davos       | Sprint (F)                  | 1:a       |
| 2022/23 | 31 december 2022 | Val Müstair | Sprint (F)                  | 1:a       |

#### Pallplatser i lag
I lag har Fähndrich fyra pallplatser i världscupen: en seger, en andraplats och två tredjeplatser.
| Säsong  | Datum            | Plats      | Disciplin         | Placering | Lagkamrat(er)          |
| ------- | ---------------- | ---------- | ----------------- | --------- | ---------------------- |
| 2019/20 | 22 december 2019 | Planica    | Sprintstafett (F) | 3:a       | Laurien van der Graaff |
| 2019/20 | 12 januari 2020  | Dresden    | Sprintstafett (F) | 2:a       | Laurien van der Graaff |
| 2020/21 | 12 januari 2020  | Dresden    | Sprintstafett (F) | 1:a       | Laurien van der Graaff |
| 2020/21 | 12 januari 2020  | Ulricehamn | Sprintstafett (F) | 3:a       | Laurien van der Graaff |

### Olympiska spel
| Tävling          | 10 km | Skiathlon | 30 km | Sprint | Stafett | Lagsprint |
| ---------------- | ----- | --------- | ----- | ------ | ------- | --------- |
| Pyeongchang 2018 | —     | 27:e      | —     | 20:e   | 7:e     | 4:e       |
| Peking 2022      | 22:e  | —         | —     | 5:e    | 7:e     | —         |

### Världsmästerskap
| Tävling         | 10 km | Skiathlon | 30 km | Sprint | Stafett | Lagsprint |
| --------------- | ----- | --------- | ----- | ------ | ------- | --------- |
| Lahtis 2017     | 25:e  | —         | —     | 25:e   | 7:e     | 7:e       |
| Seefeld 2019    | 5:e   | —         | —     | 7:e    | 10:e    | 8:e       |
| Oberstdorf 2021 | —     | —         | 38:e  | 33:e   | 7:e     | Silver    |